# Pietje en de lamp
Pietje en de lamp is het enige stripalbum rond het figuurtje Pietje en zijn wonderlamp. Het werd geschreven en getekend door Peyo.

## Geschiedenis
De reeks ging van start in 1960 in het publicitair magazine Bonux-Boy voor wasmiddelenfabrikant Bonux. De drie volledige verhaaltjes werden in 1965 en 1966 herwerkt voor weekblad Robbedoes. In 1989 werd de reeks weer opgepikt, hertekend en uitgebreid bij uitgeverij Cartoon Creation. De totale reeks bestaat sindsdien uit negen verhalen, maar deze staan niet steeds los van elkaar. In 1991 verschenen ze in een klein album.
In 2017 werden de verhalen van Pietje en de lamp opgenomen in de derde integraal van Steven Sterk.

## Verhaal
Pietje, een klein jongetje, vindt in zijn tuin een oude olielamp. Terwijl hij de lamp opblinkt, komt een kleine geest tevoorschijn. De geest kan alle wensen vervullen, maar blijkt daar eigenlijk niet zo goed in te zijn. Hij vergist zich telkens van toverspreuk, wat tot gekke situaties leidt. Pietje wordt vaak kwaad om al die mislukkingen, maar gaandeweg worden de twee onafscheidelijk. De lamp wordt op een bepaald ogenblik gestolen en op een ander moment per ongeluk meegenomen door een voddenman. Pietje doet er alles aan om de geest terug te krijgen. Ook proberen Pietje en zijn lamp anderen te helpen, bv. door goud te toveren en door het weer te beïnvloeden.